# Liste von Jugendspielern des RB Leipzig
Die Liste von Jugendspielern des RB Leipzig umfasst Fußballspieler, die seit der Vereinsgründung 2009 Mitglied in den Jugendmannschaften von RB Leipzig waren.

## Spieler
- Name: Nennt den Namen des Spielers.
- Nationalität: Nennt die Nationalität unter der der Spieler bspw. bei der FIFA geführt wird (bei zwischenzeitlichen Nationenwechseln/Verbandswechseln immer die letzte angeben).
- Position: Nennt die Position des Spielers, die er vorrangig gespielt hat ohne Spezialisierungen wie Innen-, Außen- etc., da diese vor allem im Jugendbereich öfters wechseln.
- Altersklassen: Nennt die Altersklassen, in denen der Spieler im Verein angehört hat sowie die zugehörigen Zeiträume sofern bekannt.
- Erreichte Titel: Nennt eventuelle gewonnene Jugendtitel wie Meisterschaften, Pokalsiege, Youth League etc.
- Wechsel zu: Nennt die erste Station nach dem Verlassen des Nachwuchsbereiches des Vereins.

Hinweis: Aufgenommen werden nur Spieler, die durch ihre spätere Laufbahn unsere Relevanzkriterien erfüllen. Sortiert sind die Spieler standardmäßig alphabetisch. U23-Spieler (z. B. 2. Mannschaft) werden nicht aufgenommen, da diese Ebene nicht offiziell als Jugendmannschaft zählt.
| Spieler             | Nationalität            | Position          | Vorverein                | Altersklassen                                                     | Erreichte Titel | Wechsel zu              |
| ------------------- | ----------------------- | ----------------- | ------------------------ | ----------------------------------------------------------------- | --------------- | ----------------------- |
| Anthony Barylla     | Deutschland             | Abwehrspieler     | SV Schmölln 1913         | 07/2010–07/2012: Jugend 07/2012–07/2014: U17 07/2014–07/2016: U19 |                 | RB Leipzig II           |
| Fabian Bredlow      | Deutschland             | Torwart           | Hertha Zehlendorf        | 07/2012–07/2014: U19                                              |                 | RB Leipzig              |
| Jeff Chabot         | Deutschland             | Abwehrspieler     | Eintracht Frankfurt      | 07/2014–07/2015: U17 07/2015–07/2017: U19                         |                 | Sparta Rotterdam        |
| Patrik Džalto       | Kroatien                | Stürmer           | 1. FC Kaiserslautern     | 07/2013–07/2014: U17 07/2014–08/2015: U19                         |                 | Bayer 04 Leverkusen U19 |
| Agyemang Diawusie   | Deutschland             | Stürmer           | 1. FC Nürnberg           | 07/2015–07/2017: U19                                              |                 | SV Wehen Wiesbaden      |
| Gino Fechner        | Deutschland             | Mittelfeldspieler | VfL Bochum               | 07/2015–07/2016: U19                                              |                 | RB Leipzig II           |
| Benjamin Girth      | Deutschland             | Stürmer           | 1. FC Magdeburg          | 07/2010–07/2011: U19                                              |                 | RB Leipzig II           |
| Vitaly Janelt       | Deutschland             | Mittelfeldspieler | Hamburger SV             | 07/2014–07/2015: U17 07/2015–07/2016: U19                         |                 | RB Leipzig II           |
| Timo Mauer          | Deutschland             | Stürmer           | FC Carl Zeiss Jena       | 07/2015–07/2016: U19                                              |                 | RB Leipzig II           |
| Tom Nattermann      | Deutschland             | Stürmer           | FC Sachsen Leipzig       | 07/2009–07/2010: U17 07/2010–07/2012: U19                         |                 | RB Leipzig              |
| Michel Niemeyer     | Deutschland             | Mittelfeldspieler | 1. FC Magdeburg          | 07/2013–07/2014: U19                                              |                 | RB Leipzig II           |
| Elvis Osmani        | Kroatien                | Mittelfeldspieler | FC Red Bull Salzburg     | 07/2014–07/2015: U19                                              |                 | FC Liefering            |
| Felipe Pires        | Brasilien               | Mittelfeldspieler | Red Bull Brasil          | 07/2013–07/2014: U19                                              |                 | FC Liefering            |
| Przemysław Płacheta | Polen                   | Mittelfeldspieler | Polonia Warschau         | 08/2015–07/2017: U19                                              |                 | SG Sonnenhof Großaspach |
| Smail Prevljak      | Bosnien und Herzegowina | Stürmer           | FK Igman Konjic          | 07/2013–07/2014: U19                                              |                 | RB Leipzig              |
| Vincent Rabiega     | Polen                   | Stürmer           | Hertha BSC               | 07/2013–07/2014: U19                                              |                 | RB Leipzig II           |
| Sören Reddemann     | Deutschland             | Abwehrspieler     | 1. FC Lokomotive Leipzig | 07/2010–07/2012: Jugend 07/2012–07/2013: U17 07/2013–07/2015: U19 |                 | RB Leipzig II           |
| Alexander Siebeck   | Deutschland             | Mittelfeldspieler | 1. FC Lokomotive Leipzig | 07/2009–07/2010: U17 07/2010–07/2012: U19                         |                 | RB Leipzig II           |
| Justin Schau        | Deutschland             | Mittelfeldspieler | FC Carl Zeiss Jena       | 07/2012–07/2014: Jugend 07/2014–07/2015: U17                      |                 | Dynamo Dresden U19      |
| Alexander Schlager  | Österreich              | Torwart           | FC Liefering             | 07/2014–06/2015: U19                                              |                 | FC Liefering            |
| Alexander Sorge     | Deutschland             | Abwehrspieler     | FC Sachsen Leipzig       | 07/2009–07/2010: U17 07/2010–07/2012: U19                         |                 | RB Leipzig II           |
| John-Patrick Strauß | Deutschland             | Mittelfeldspieler | TSG Wieseck              | 07/2012–07/2013: U17 07/2013–07/2014: U19                         |                 | RB Leipzig II           |
| Firat Sucsuz        | Türkei                  | Mittelfeldspieler | Hertha BSC               | 07/2014–07/2015: U19                                              |                 | RB Leipzig II           |
| Idrissa Touré       | Deutschland             | Mittelfeldspieler | Tennis Borussia Berlin   | 01/2015–07/2015: U17 07/2015–01/2017: U19                         |                 | FC Schalke 04 II        |
| Lucas Venuto        | Brasilien               | Stürmer           | Red Bull Brasil          | 01/2014–07/2014: U19                                              |                 | FC Liefering            |
| Fridolin Wagner     | Deutschland             | Mittelfeldspieler | 1. FC Lokomotive Leipzig | 07/2011–07/2012: Jugend 07/2012–07/2014: U17 07/2014–07/2015: U19 |                 | RB Leipzig II           |
| Kamil Wojtkowski    | Polen                   | Mittelfeldspieler | Pogoń Stettin            | 07/2015–07/2017: U19                                              |                 | Wisła Krakau            |